# 從一品
從一品是中国、朝鮮、越南、琉球古代官位的一个级别，高于正二品的官员，属于仅次于正一品的高级官员，一般是三公师保级高官，在多数朝代为宰相甚至宰相以上，皇帝的亲族，亲王妃嫔也有相应的從一品。

## 中國

### 北魏
- 仪同三司，开国县公，都督诸军事，诸开府，散公

### 隋
- 上柱国，郡王，国公，开国郡公，开国县公

### 唐朝

#### 文武官
- 太子太师、太子太傅、太子太保

#### 封爵
- 嗣王、郡王、国公、郡主

#### 散官
- 开府仪同三司、骠骑大将军

### 宋
- 枢密使，郡王，太子太师、太子太傅、太子太保，尚书左仆射、尚书右仆射，骠骑大将军，开府仪同三司、使相（即节度兼中书令或侍中），国公

### 金
- 尚书省左右丞相，平章政事，都元帅，判大宗正府事

### 元
- 职官：中书省平章政事，知枢密院事（知院）、大抚军院知院，御史大夫，行中书省丞相、平章政事，宣政院/宣徽院/太禧宗禋院院使，大宗正府札鲁忽赤，大司农司大司农，翰林国史院承旨，集贤院大学士，詹事院詹事
- 文散官：光禄大夫、荣禄大夫
- 爵：郡王
- 勋官：柱国

### 明朝

#### 文武官
- 三孤：少师、少傅、少保
- 太子三师：太子太师、太子太傅、太子太保
- 中書省：平章政事
- 五军都督府：都督同知

### 清朝

#### 文武官
- 三孤：少师、少傅、少保
- 太子三师：太子太师、太子太傅、太子太保
- 协办大学士
- 尚书
- 左都御史、右都御史
- 加尚书衔总督
- 内大臣
- 各省驻防将军（盛京将军、黑龙江将军、吉林将军、伊犁将军、乌里雅苏台将军、绥远城驻防将军）、驻防八旗都统（乌鲁木齐都统、热河都统、察哈尔都统）、提督九门步军巡捕五营统领、满洲、蒙古、汉军骁骑营八旗都统、八旗火器营-健锐营-神机营-虎枪营掌印总统大臣， 绿营提督军务总兵官

#### 散官
- 荣禄大夫、振威将军

## 朝鮮

### 高麗王朝

#### 文武官
- 中書門下省：中書令、門下侍中
- 尙書都省：尚書令
- 樞密院：樞密使
- 三司：判事
- 東宮：太子大師、太子大傅、太子大保

#### 文散階
- 開府儀同三司
- 重大匡

#### 武散階
- 驃騎大將軍

#### 王族
- 君

### 朝鮮王朝

#### 文武官
- 议政府：左赞成、右赞成

## 琉球

### 琉球國（第二尚氏）

#### 文武官
亲方的其中三司官，簪金，戴紫冠。